# 제주 성읍마을 대장간집
제주 성읍마을 대장간집은 대한민국 제주특별자치도 서귀포시 표선면 성읍리, 성읍마을에 있는 조선시대의 가옥이다. 1979년 1월 26일 대한민국의 국가민속문화재 제72호로 지정되었다.

## 개요
예전 정의(성읍) 고을에서 '대장간'으로 사용하였다고 전하는 집이다. 19세기 후기에 지었다고 하며 고평오 고택(국가민속문화재 제69호) 맞은편 면사무소 관원들만 사용했다던 '남문통'이란 우물이 있던 앞쪽에 자리잡고 있다. 이 길은 객사에서 남문으로 이르는 길가로 정의 고을의 중요한 길목으로 알려져 있다. 이것은 대장간이 어느 마을에서나 그 마을의 중요한 지점에 자리잡고 있다는 점과 일치한다고 할 수 있다.
건물은 대문이 없고 안채(안거리)와 모로 배치한 모커리로 ㄱ자형의 단순한 배치를 이루고 있다. 안채는 문을 들어서면 마당을 앞에 두고 남향으로 서 있다. 가운데 대청마루(상방)가 있고 오른쪽에 헛간과 작은 방(작은 구들)이 왼쪽에 안방(큰 구들)과 곡식을 두던 '고팡'이 각각 앞뒤로 구성되어 있다. 지금은 평범한 집으로 개조되었지만 예전에는 대장간 가옥구조였을 것으로 추측한다.
문을 들어선 바로 왼쪽에 있는 모커리는 2칸 집으로, 앞에서 볼 때 오른쪽을 헛간, 왼쪽을 부엌(정지)으로 꾸몄다. 부엌은 20세기 중반에 시설한 것으로 보인다.
텃밭(우영)과 같은 공간이 없이 단촐한 집으로 대부분이 개조된 것이지만, 대장간으로 쓰이던 건물이라는 점에서 좋은 연구자료로 주목받고 있다.

## 명칭 변경
당초 문화재 지정명칭은 '성읍 고상은 가옥'이었으나, 고을의 대장간으로 사용되었던 집임을 감안하여 '제주 성읍마을 대장간집'으로 2017년 2월 28일 명칭이 변경되었다.

## 같이 보기
- 성읍마을

## 참고 자료
- 제주 성읍마을 대장간집 - 국가유산청 국가유산포털